# Jalgaon (Ratnagiri)
Jalgaon is een census town in het district Ratnagiri van de Indiase staat Maharashtra. 

## Demografie
Volgens de Indiase volkstelling van 2001 wonen er 5448 mensen in Jalgaon, waarvan 51% mannelijk en 49% vrouwelijk is. De plaats heeft een alfabetiseringsgraad van 80%. 